# Eleginus gracilis
Eleginus gracilis és una espècie de peix pertanyent a la família dels gàdids.

## Descripció
- Pot arribar a fer 55 cm de llargària màxima i 1.300 g de pes.
- És bru grisenc al dors, de vegades amb un matís argentat violat i sovint clapat amb taques més fosques. La part superior dels flancs és més pàl·lida i la inferior i el ventre varien entre groguenc o blanc argentat. Aletes fosques, tot i que les dorsals i la caudal tenen les vores blanques.
- 44-59 radis tous a l'aleta dorsal i 39-47 a l'anal.
- 57-64 vèrtebres.
- 3 aletes dorsals (la primera és la més curta de totes tres, mentre que la segona i la tercera tenen forma piramidal i són, si fa no fa, de la mateixa grandària) i 2 d'anals, les quals són piramidals i amb la mateixa mida.
- Aleta caudal reduïda i truncada o lleugerament emarginada.
- Aletes pelvianes reduïdes i situades per sota del cap.
- Mandíbula inferior més curta que la superior.
- L'espai entre la segona aleta dorsal i la tercera és igual o més gran que el diàmetre de l'ull.
- La línia lateral acaba en la segona aleta dorsal.[3][4][5][6][7]

## Reproducció
Fresa 5-7 vegades al llarg de la seua vida o, fins i tot, 9-10 per a aquells exemplars que arriben a viure entre 10 i 14 anys. La fecunditat varia segons la regió geogràfica, ja que minva d'est a oest a l'Àrtida europeu i de sud a nord a les aigües del Pacífic occidental. La reproducció té lloc durant el mesos de gener i febrer a les zones costaneres de badies amb substrats de sorra i grava i amb forts corrents mareals. La femella diposita entre 5.000 i 680.000 ous, els quals són demersals. Les larves són pelàgiques i assoleixen la maduresa sexual al cap de 2-3 anys. Després de l'eclosió de l'ou, les larves s'associen amb meduses durant dos o tres mesos, probablement per a aconseguir una major protecció de llurs depredadors.

## Alimentació
Els joves es nodreixen de peixos i de petits crustacis bentònics.

## Depredadors
És depredat per Platichthys stellatus i Megalocottus platycephalus (a Rússia).

## Hàbitat
És un peix d'aigua marina, dolça i salabrosa; demersal, amfídrom i de clima polar (75°N-30°N, 124°E-123°W), el qual viu entre 0-300 m de fondària a les aigües costaneres. Entra als rius i pot recórrer grans distàncies aigües amunt, encara que, en general, roman dins de l'àrea d'influència de les marees. Els exemplars adults fan migracions estacionals: a la costa durant l'hivern per a reproduir-se i al mar durant l'estiu per a alimentar-se.

## Distribució geogràfica
Es troba al Pacífic nord: des de Corea del Nord fins a Sitka -Alaska-, el cap Lisburne -mar dels Txuktxis- i l'estret de Dease.

## Observacions
És inofensiu per als humans i la seua esperança de vida és de 15 anys.